# Gregg Binkley
Gregg Binkley (Topeka, Kansas, 20 maart 1963) is een Amerikaans acteur die vooral bekend is geworden door zijn rol als Dan in Del Taco.